# 罗马都督区

7世纪时罗马都督区在拜占庭帝国的位置

罗马都督区（拉丁語：Ducatus Romanus）是属于拜占庭帝国拉文纳总督区的一片由都督（Dux）管理的区域。都督经常与教宗就在罗马城中谁占据优势地位而发生争执。目前尚不確定都督区究竟是何時建立的，但很可能是在7世紀後期，因為在這之前並沒有提到。756年教宗国建立后，都督区的用法不再出现。
羅馬都督区透過五城至佩鲁贾間狹長土地與拉文納保持聯繫，並在亞平寧山脈進行交流。如果這種戰略聯繫被打破，那麼羅馬和拉文納顯然無法單獨維持一段時間，因為其有效切斷倫巴底人控制住的斯波莱托和貝內文托與北部領土間的聯繫。倫巴第人對這條狹長土地進行攻擊，以從拜占庭人手中奪取對半島的控制權。